# Jean de Corroset
Jean de Corroset, född 9 november 1639 i Paris, död 7 april 1704 i Landskrona, var en svensk militär.
Jean de Corroset var son till parlamentsledamoten Jacques de Corroset. Han blev page hos riksrådet Clas Tott, pikenerare vid tyska livregementet till fot 1656, fänrik där 1659 och löjtnant 1664. År 1675 befordrades de Corroset till kapten, 1685 till major och naturaliserades som svensk adelsman 1688 samt introducerades 1689. Han blev 1696 överstelöjtnant vid tyska livregementet till fot och var 1701–1704 överste och regementschef där. 1701–1704 var han även kommendant i Landskrona.